# Teatrul Rojas
 Teatrul Rojas se află în orașul Toledo (Spania). Autorul primului proiect de construcție a edificiului teatrului a fost arhitectul municipal Luis Antonio Fenech, care a prezentat desenul general în 1866, an în care începe să se demoleze fosta casă a comediilor.
La puțin timp, datorită morții lui Frenech, a fost numit arhitect municipal Ramiro Amador de los Ríos, care si-a făcut imediat responsabil fostul teatru care trebuia demolat.
Începând cu planul etajul deja inceput Fenech cu ideea de a arăta în piața fațada principală , axul central pentru a dezvolta sala și scenariu, Armador de los Rios a introdus unele noutăți, a mărit scările, a îmbunătățit sala dând o deschidere mai mare, a graduat zborul și așezarea distinctelor etaje favorizând ventilația prin tavanul clădirii. Dupa Ramiro Armador de los Rios, au mai venit în câțiva ani alți trei arhitecți, care nu au mai modificat proiectul.
Teatrul s-a inaugurat pe 19 octombrie 1879, cu reprezentarea celei mai cunoscute opere de Francisco de Rojas: drama de onoare intitulată «Garcia del Castañar o del Rey abajo ninguno».
Sala astăzi oferă un aspect magnific cu tavanul pictat, unde apare Talia, musa teatrului și o serie de medalioane în care se pot vedea mari autori ai teatrului spaniol Tirso de molina, Calderon, Francisco de Rojas care dă nume teatrului ect.